# Coccocypselum geophiloides
Coccocypselum geophiloides är en måreväxtart som beskrevs av Heinrich Wawra. Coccocypselum geophiloides ingår i släktet Coccocypselum och familjen måreväxter. Inga underarter finns listade i Catalogue of Life.